# Richard Degener
Richard Kempster "Dick" Degener, född 14 mars 1912 i Detroit, Michigan, död 24 augusti 1995 i Grand Rapids, Michigan, var en amerikansk simhoppare.
Degener blev olympisk guldmedaljör i svikthopp vid sommarspelen 1936 i Berlin.